# Dolomedes actaeon
Dolomedes actaeon är en spindelart som beskrevs av Pocock 1903. Dolomedes actaeon ingår i släktet Dolomedes och familjen vårdnätsspindlar.
Artens utbredningsområde är Kamerun. Inga underarter finns listade i Catalogue of Life.